# Jān Khātūn
Jān Khātūn (persiska: جان خاتون, Khāneh Khātūn) är en ort i Iran.   Den ligger i provinsen Kerman, i den sydöstra delen av landet, 900 km sydost om huvudstaden Teheran. Jān Khātūn ligger 1 732 meter över havet och antalet invånare är 266.
Terrängen runt Jān Khātūn är varierad.Runt Jān Khātūn är det glesbefolkat, med 14 invånare per kvadratkilometer. Jān Khātūn är det största samhället i trakten. Trakten runt Jān Khātūn är ofruktbar med lite eller ingen växtlighet.